# Secourt
Secourt ist eine französische Gemeinde mit 202 Einwohnern (Stand 1. Januar 2022) im Département Moselle in der Region Grand Est (bis 2015 Lothringen). Sie gehört zum Arrondissement Metz.

## Geographie
Secourt liegt 23 Kilometer südöstlich von Metz und 20 Kilometer östlich von Pont-à-Mousson an der Grenze zum Département Meurthe-et-Moselle.
Zur Gemeinde gehört der nordwestlich des Dorfkerns am Flüsschen Moince gelegene Wohnplatz Bérupt.
Durch den Norden des Gemeindegebietes führt der LGV Est européenne von Paris nach Straßburg.

## Geschichte
Die Ortschaft gehörte früher zum Bistum Metz. Der zugehörige Hof Bérupt wurde schon 906 erwähnt.  1681 wurde dieser Hof Beru genannt, 1779 Berus und Berupt.
Hier befand sich ein festes Schloss, das Herzog René II. von Lothringen 1490 auf seinem Feldzug gegen Metz belagerte, von wo er aber von den Metzern zurückgeschlagen wurde, nachdem er bereits eine Bresche geschossen hatte.
Das Gemeindewappen zeigt die früheren Abhängigkeiten von Secourt: heraldisch rechts steht der Lachs für die Abtei Salival, die den heutigen Ortsteil Bérupt besaß; die Türme links sind die Insignien der Familie Gournay, die die Herrschaft über Sécourt innehatten.
Das Dorf wurde 1552 zusammen mit der Region der alten Reichsstadt Metz durch Frankreich besetzt und annektiert, was 1648 im Westfälischen Frieden bestätigt wurde.
Durch den Frankfurter Frieden vom 10. Mai 1871 kam die Region an Deutschland und das Dorf wurde dem Landkreis Metz im Bezirk Lothringen des Reichslandes Elsaß-Lothringen zugeordnet. Die Dorfbewohner betrieben Wein-, Hopfen- und Obstbau.
Nach dem Ersten Weltkrieg musste die Region aufgrund der Bestimmungen des Versailler Vertrags 1919 an Frankreich abgetreten werden. Im Zweiten Weltkrieg war die Region von der deutschen Wehrmacht besetzt und stand unter deutscher Verwaltung.
Das Dorf trug 1915–1919 und 1940–1944 den deutschen Namen Unterhofen.

### Bevölkerungsentwicklung
| Jahr      | 1962 | 1968 | 1975 | 1982 | 1990 | 1999 | 2007 | 2019 |
| Einwohner | 170  | 163  | 168  | 165  | 160  | 185  | 195  | 199  |

## Sehenswürdigkeiten
- Kirche St. Mansuetus
- Kapelle am Wohnplatz Bérupt, zum Wohngebäude eines ehemaligen Pachthofs ausgebaute spätgotische Kapelle mit Gebäudeteilen aus dem 14. Jahrhundert,[2] die noch im 19. Jahrhundert als Wallfahrtsort gedient hatte[1]
- Schloss aus dem 14. Jahrhundert, im 20. Jahrhundert restauriert

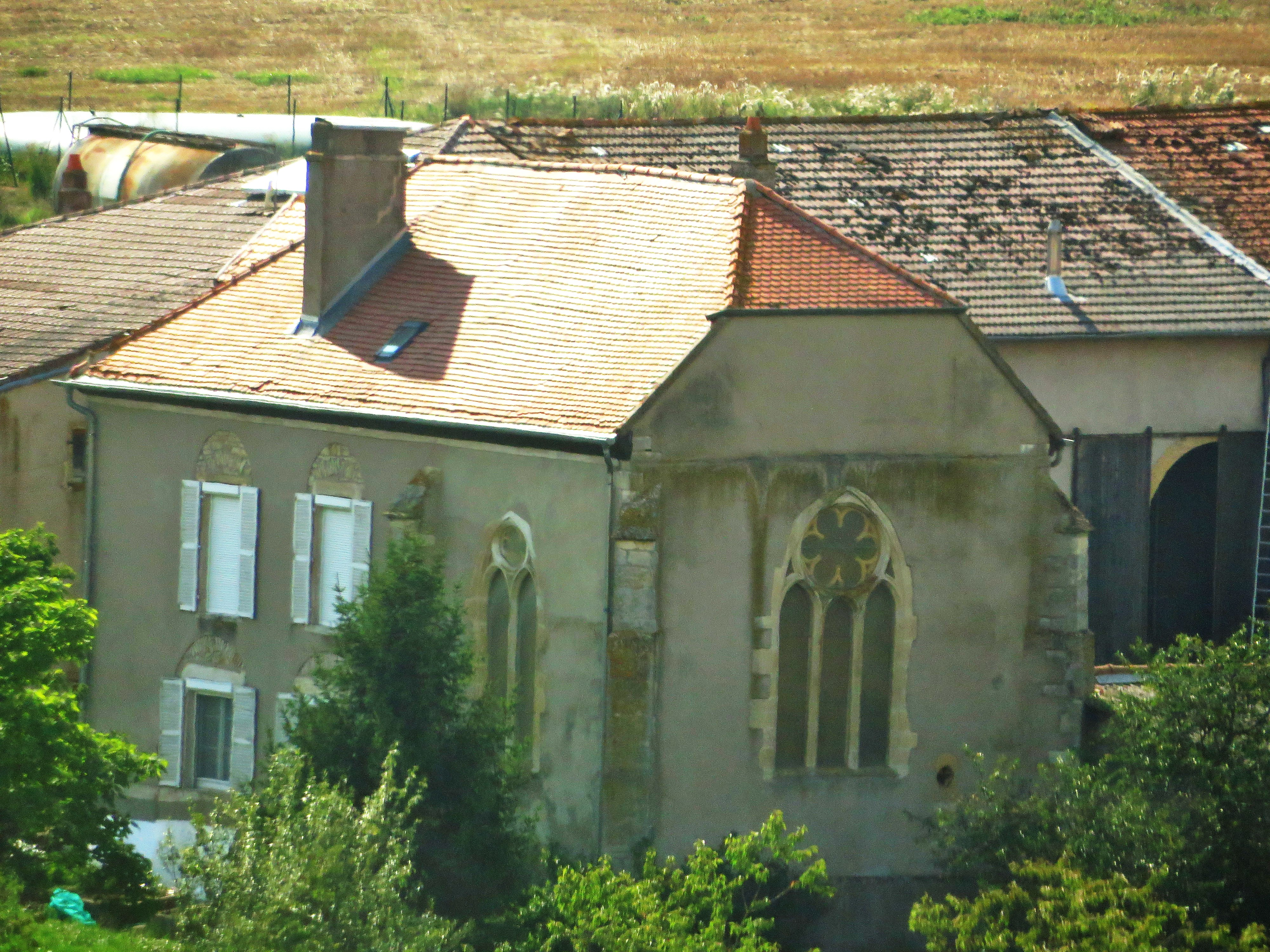
Kapelle von Bérupt

## Belege
1. 1 2 3 4  Eugen H. Th. Huhn: Deutsch-Lothringen. Landes-, Volks- und Ortskunde, Stuttgart 1875, S. 303 (google.books.de).
2. 1 2  Franz Xaver Kraus: Kunst und Alterthum in Elsass-Lothringen. Beschreibende Statistik. Band III: Kunst und Althertum in Lothringen, Friedrich Bull, Straßburg 1886, S. 36 (books.google.de).
3. ↑  Wappenbeschreibung auf genealogie-lorraine.fr (französisch)